# Мушано-Купаро (Месина)
Мушано-Купаро је насеље у Италији у округу Месина, региону Сицилија.
Према процени из 2011. у насељу је живело 57 становника. Насеље се налази на надморској висини од 148 м.